# Tipula (Pterelachisus) simondsi
Tipula (Pterelachisus) simondsi is een tweevleugelige uit de familie langpootmuggen (Tipulidae). De soort komt voor in het Nearctisch gebied.